# Robert Byron Tabor
Robert Byron Tabor (1882-1972) fue un pintor estadounidense. Comenzó su carrera como pintor a los 51 años. Su obra de arte se ha presentado en el Museo de Arte Moderno, el Museo de Arte Joslyn, la Casa Blanca y otros lugares. La primera obra de arte importante de Tabor fue Vendue en 1934 y su última obra importante fue Discovery en 1962.

## Biografía
Tabor nació en Independence, Iowa, en 1882. En 1933 y durante la Gran Depresión, Tabor tuvo que dejar su trabajo como vendedor ambulante de pintura en Cedar Rapids, Iowa. En ese momento, tenía 51 años con una esposa y tres hijos en Independence. La reproducción de Tabor de la pintura de Winslow Homer de 1885 The Herring Net se dañó ese mismo año, cuando se cayó de su lugar clavado en su pared. Tabor decidió reemplazar la pintura con una propia, y su familia no estaba entusiasmada con ella debido a que él no tenía experiencia artística. Comenzó a pintar varios días después utilizando pinturas al óleo y lienzos, pero sus primeros proyectos fueron descartados por él como un fracaso.
Después de ganarse el respeto de su familia por su pintura, su esposa Ruth leyó un artículo de periódico de diciembre de 1933 sobre la formación del Proyecto de Obras Públicas de Arte, un programa para emplear artistas durante la Gran Depresión, como parte del New Deal. El Proyecto de Obras de Arte Públicas pagaba a los artistas semanalmente, pero los solicitantes tenían que mostrar sus habilidades artísticas. La rama de Iowa del proyecto de arte estuvo a cargo del pintor Grant Wood, y Wood permitió que Tabor se uniera a pesar de que no le gustaban las pinturas de Tabor. Wood dijo que estaba actuando «en contra de su buen juicio» porque no podía «rechazar a nadie en momentos como estos». Trabor reveló su pintura Vendue un mes después, y la pintura representaba la venta de una granja de Iowa. Vendue fue parte de una competencia con otras 15 000 pinturas, y luego fue parte de una exhibición de la Galería de Arte Corcoran en 1934 con otras 600 obras. El presidente de los Estados Unidos Franklin D. Roosevelt y su esposa la primera dama Eleanor Roosevelt vieron a Vendue en la exposición, lo que los llevó a elegir exhibir la obra de arte en la Casa Blanca, y probablemente estuvo allí hasta finales de la década de los años 1940 o principios de la de 1950. En algún momento antes de la exhibición de Roosevelt, Vendue se mostró en el Museo de Arte Moderno. Un artículo, en la edición de 1956 de la revista Coronet, declaró que la inspiración de Tabor para Vendue fue del propietario de la granja Joseph McGrady de Independence. Falta la pintura original. Sus pinturas se han exhibido en el Museo de Arte Joslyn.
Tabor fue contratado para pintar un mural para la oficina de correos de Independence llamado Postman in Storm. Su otras obras de arte incluyen Main Street, que se exhibe en la biblioteca de Independence y The Four Seasons on an Iowa Farm para el Hotel Pinicon en la misma ciudad. En 1962, la última pintura importante de Tabor fue Discovery, en la que el físico James Van Allen y los tres compañeros de trabajo de Allen descubrieron los cinturones de Van Allen. Olathe News dijo en 1964 que Discovery es el «único documento» del descubrimiento del cinturón de radiación de Van Allen. Tabor fundó una sociedad de arte en Oelwein, Iowa. Hacia el final de su vida, Tabor siguió pintando y trabajó para crear un gremio de arte en Olathe, Kansas.
Murió en 1972 en Olathe, Kansas, cuando tenía 90 años.